# El Sauz, Oaxaca
El Sauz är en ort i Mexiko.   Den ligger i kommunen San Felipe Tejalápam och delstaten Oaxaca, i den sydöstra delen av landet, 400 km sydost om huvudstaden Mexico City. El Sauz ligger 1 673 meter över havet och antalet invånare är 173.
Terrängen runt El Sauz är varierad. Runt El Sauz är det ganska tätbefolkat, med 230 invånare per kvadratkilometer. Närmaste större samhälle är Oaxaca de Juárez, 16,1 km öster om El Sauz. Trakten runt El Sauz består i huvudsak av gräsmarker.